# Inferno Triathlon
Inferno Triathlon est le nom d'une compétition de triathlon créée en 1998 et qui se déroule à Mürren en Suisse au mois d’août. Classé dans la catégorie des triathlons extrêmes, sa distance totale est de 155 km pour un dénivelé positif global de 5 500 mètres. La course se pratique par l’enchaînement de 3,1 km de natation, 97 km de vélo de route, 30 km de VTT et se termine par 25 km de Trail. L'ajout d'une épreuve de VTT a la traditionnelle épreuve sur route lui donne le nom officieux de « quadrathlon ».

## Historique
L'Inferno triathlon est la version estivale d'une course de « ski inferno »  qui se déroule en hiver. Les premières éditions ne sont que de simple course en montagne qui se métamorphose peu à peu en compétition de triathlon. En 1999, il devient une rencontre annuelle, moins connu que d'autres triathlons comme l'Embrunman ou l'Ironman par exemple, mais d'après les sources spécialisées parmi les plus difficiles au monde avec plus de 5 500 mètres de dénivelé. Il représente à ce titre comme tous les triathlons longues distances sur fort dénivelés, un véritable défi pour les triathlètes.
L'évènement est divisé en plusieurs catégories, l'Inferno Triathlon pour les triathlètes individuels, le Team Trophy pour les compétiteurs en équipe, le semi-marathon originel, le Fun triathlon et la course en relais. En 2015, plus de 1 800 compétiteurs participent aux différentes épreuves, le record sur le parcours en individuel est de 8 h 34. Le nombre de participants est limité, pour 2016, 333 peuvent prendre part à la course individuelle.
L'édition 2020 est annulée en raison de la pandémie de Covid-19.

## Palmarès
| Année | Hommes                                 | Hommes                                 | Hommes                                 | Femmes                                 | Femmes                                 | Femmes                                 |
| Année | Médaille d'or                          | Médaille d'argent                      | Médaille de bronze                     | Médaille d'or                          | Médaille d'argent                      | Médaille de bronze                     |
| ----- | -------------------------------------- | -------------------------------------- | -------------------------------------- | -------------------------------------- | -------------------------------------- | -------------------------------------- |
| 2024  | Lars Schindler                         | Clément Durance                        | Simon Hellmüller                       | Petra Eggenschwiler                    | Alexandra Zürcher                      | Nadine Wälti                           |
| 2023  | Samuel Hürzeler                        | Patrick Cometta                        | Ramon Krebs                            | Petra Eggenschwiler                    | Alexandra Zürcher                      | Barbara Bracher                        |
| 2022  | Jan van Berkel                         | Maximilian Krimeier                    | Urs Müller                             | Petra Eggenschwiler                    | Alexandra Zürcher                      | Anna Eberhardt-Halász                  |
| 2021  | Samuel Hürzeler                        | Stefan Graf                            | Sami Götz                              | Petra Eggenschwiler                    | Barbara Bracher                        | Alexandra Zürcher                      |
| 2020  | Épreuve annulée pour cause de Covid-19 | Épreuve annulée pour cause de Covid-19 | Épreuve annulée pour cause de Covid-19 | Épreuve annulée pour cause de Covid-19 | Épreuve annulée pour cause de Covid-19 | Épreuve annulée pour cause de Covid-19 |
| 2019  | Samuel Hürzeler                        | Ramon Krebs                            | Sami Götz                              | Petra Eggenschwiler                    | Alexandra Zürcher                      | Sabine Stalder                         |
| 2018  | Samuel Hürzeler                        | Thomas Kaiser                          | Micha Güdel                            | Lena Berlinger                         | Petra Eggenschwiler                    | Nina Brenn                             |
| 2017  | Samuel Hürzeler                        | Ramon Krebs                            | Marc Pschebizin                        | Nina Brenn                             | Petra Eggenschwiler                    | Ricarda Lisk                           |
| 2016  | Jan van Berkel                         | Andreas Wolpert                        | Michael Göhner                         | Nina Brenn                             | Maya Chollet                           | Verana Eisenbarth                      |
| 2015  | Samuel Hürzeler                        | Jan van Berkel                         | Felix Schumann                         | Nina Brenn                             | Barbara Schwarz                        | Laurianne Plaçais                      |
| 2014  | Samuel Hürzeler                        | Dirk Pauling                           | Felix Schumann                         | Kathrin Müller                         | Nina Brenn                             | Barbara Schwarz                        |
| 2013  | Felix Schumann                         | Samuel Hürzeler                        | Ramon Krebs                            | Sonja Gerster                          | Nina Brenn                             | Barbara Schwarz                        |
| 2012  | Marc Pschebizin                        | Samuel Hürzeler                        | Andreas Wolpert                        | Andrea Huser                           | Barbara Bracher                        | Barbara Schwarz                        |
| 2011  | Samuel Hürzeler                        | Andreas Wolpert                        | Marc Pschebizin                        | Andrea Huser                           | Nina Brenn                             | Sonja Gerster                          |
| 2010  | Marc Pschebizin                        | Andreas Wolpert                        | Samuel Hürzeler                        | Nina Brenn                             | Barbara Bracher                        | Sonja Gerster                          |
| 2009  | Marc Pschebizin                        | Andreas Wolpert                        | Mike Schifferle                        | Nina Brenn                             | Andrea Huser                           | Barbara Bracher                        |
| 2008  | Olaf Sabatschus                        | Marc Pschebizin                        | Andreas Wolpert                        | Nina Brenn                             | Andrea Huser                           | Barbara Bracher                        |
| 2007  | Marc Pschebizin                        | Andreas Wolpert                        | Marti Reto                             | Tine Grengs                            | Nina Brenn                             | Ariane Gutknecht                       |
| 2006  | Marc Pschebizin                        | Bruno Von Flüe                         | Konrad Von Allme                       | Tine Tretner                           | Andrea Huser                           | Tina Schwarz                           |
| 2005  | Marc Pschebizin                        | Patrick Wallimann                      | Steven Beeler                          | Nina Nüssli                            | Tine Tretner                           | Trix Zgraggen                          |
| 2004  | Marc Pschebizin                        | Kaspar Grünig                          | Martin Soliva                          | Ariane Gutknecht                       | Nina Nüssli                            | Barbara Thuner                         |
| 2003  | Martin Soliva                          | Marc Pschebizin                        | Bernhard Hug                           | Tine Tretner                           | Nina Nüssli                            | Beatrix Blattmann                      |
| 2002  | Marc Pschebizin                        | Martin Soliva                          | Hannes Plattner                        | Karin Hiss                             | Beatrix Blattmann                      | Cathérine Lohri                        |
| 2001  | Marc Pschebizin                        | Hannes Plattner                        | Holger Spiegel                         | Karin Hiss                             | Bettina Ernst                          | Conny Schmiedehaus                     |
| 2000  | Stefan Riesen                          | Marc Pschebizin                        | Martin Soliva                          | Karin Hiss                             | Silvia Vaupel                          | Karin Schuch                           |
| 1999  | Marc Pschebizin                        | Martin Soliva                          | Mark Elliot                            | Karin Schuch                           | Karin Hiss                             | Conny Schmiedehaus                     |

## Parcours
Son parcours commence par 3 km de natation en lac, 97 km de vélo de route avec 2 100 mètres de dénivelé positif, 30 km de VTT assortis de 1 200 mètres de dénivelé positif et se termine au sommet du mont Schilthorn après avoir gravi 2 200 mètres de dénivelé sur 25 km de Trail.

### liens externes
- (en) Inferno Triathlon